# Sidney Mason
Pour les articles homonymes, voir Mason.
Sidney Mason est un acteur américain né le 26 septembre 1886 à Paterson, New Jersey (États-Unis), décédé le 1er mars 1923 à New York (États-Unis).

## Filmographie
- 1913 : His Neighbor's Wife
- 1915 : The Builder of Bridges
- 1915 : The Seven Sisters : Sandorffy
- 1915 : A Mother's Confession
- 1915 : The Unsuspected Isles : Astor Kaufman
- 1915 : The Vivisectionist
- 1915 : Sunshine and Tempest
- 1915 : John Glayde's Honor : Undetermined Role
- 1915 : The Devil's Darling
- 1915 : The Ace of Death
- 1916 : The Secret Agent
- 1916 : The Dead Alive : William H. Stuyvesant
- 1916 : Feathertop : Ward Roberts
- 1916 : The Daughter of MacGregor : Winston, the Englishman
- 1916 : The Honor of Mary Blake : Kirk Hardy
- 1917 : The Boy Girl : Bob Ridgeway
- 1917 : Susan's Gentleman : Tom Neville
- 1917 : Little Miss Nobody : Arthur Wharton
- 1917 : The Peddler : Sammy
- 1917 : The Little Terror : George Reynolds
- 1917 : The Painted Madonna : Milton Taylor
- 1918 : The Forbidden Path : Felix Benavente
- 1918 : Moral Suicide : Rodman Daniels
- 1918 : Peg of the Pirates : Terry
- 1918 : The Prussian Cur : Dick Gregory
- 1918 : Bonnie Annie Laurie : Andy McGregor
- 1919 : La Princesse Laone (A Fallen Idol) de Kenean Buel : Keith Parrish
- 1919 : The Unbroken Promise : John Corliss
- 1919 : Dans le piège (The Trap), de Frank Reicher : Le mari courtier
- 1920 : The Marriage Blunder
- 1920 : Une Salomé moderne (A Modern Salome) : Robert Monti
- 1920 : The Good-Bad Wife : William Carter
- 1920 : Birthright
- 1922 : Orphan Sally